# Владимиров Юрій Якович
Владимиров Юрій Якович (25 грудня 1925 — 22 червня 1978) — радянський далекосхідний композитор, перший голова (засновник) Далекосхідного відділення Спілки композиторів СРСР (1960). Автор 4 балетів, 5 оперет, 2 кантат, 4 симфоній, понад 200 пісень. Член Спілки композиторів СРСР (1946), член КПРС. Жив і працював у Хабаровську.
Народився в Одесі в Українській СРСР.
У 1933 році вступив до музичної школи — десятирічки для обдарованих дітей імені П. С. Столярського, яку закінчив по класу скрипки.
Перші твори — соната і п'єса для фортепіано про «папанінців» (1937).
- У 1940 році — вступив до музичного училища в Одесі по класу скрипки.
- У 1941 році — вступив до Ленінградської консерваторії: клас композиції у М. О. Штейнберга, клас скрипки у В. П. Португалова.
- У 1944—1945 рр. — в евакуації, навчався в Ташкентській консерваторії: клас композиції у О. Ф. Козловського, клас скрипки у Д. С. Бертьє.
- У 1947 році закінчив Одеську консерваторію: композиторський і оркестровий факультети (клас композиції у К. Ф. Данькевича, клас скрипки у Л. Д. Лемберського).
- У 1947—1949 рр. — навчався в Московській державній консерваторії імені П. І. Чайковського за двома класами: композиції/кафедра твору (у В. А. Бєлого) і скрипки.

Працював артистом оркестрів Ташкентського театру опери та балету (1944—1945 рр.), Одеської філармонії (1945—1947, 1949—1950 р.р.), кіновідділу Московської державної естради (1947—1949), московського ансамблю під керуванням Г. А. Портнова (1948). З 1949 року — відповідальний редактор музичних програм Одеської студії телебачення.
Від 1958 жив і працював на Далекому Сході. З 1968 року — завідувач кафедри теорії та історії музики Хабаровського інституту мистецтв і культури (нині — Хабаровський державний інститут культури).